# Izvorovo, Haskovo
Izvorovo (în bulgară Изворово) este un sat în comuna Harmanli, regiunea Haskovo,  Bulgaria. 

## Demografie
Componența etnică a satului Izvorovo
     Turci (2,24%)
     Bulgari (77,9%)
     Romi (19,1%)
     Nicio identificare (0,74%)
La recensământul din 2011, populația satului Izvorovo era de 267 locuitori. Din punct de vedere etnic, majoritatea locuitorilor (77,9%) erau bulgari, existând și minorități de romi (19,1%) și turci (2,24%). Pentru 0,74% din locuitori nu este cunoscută apartenența etnică.